# Bulles

Bulles este o comună în departamentul Oise, Franța. În 1 ianuarie 2022 avea o populație de 851 de locuitori.